# Festuca nubigena
Festuca nubigena là một loài thực vật có hoa trong họ Hòa thảo. Loài này được Jungh. mô tả khoa học đầu tiên năm 1845.